# The Yes Men
Yes Men – grupa aktywistów zajmująca się "prowokacjami kulturowymi" (ang. culture jamming), uprawiają, jak sami to nazywają, "poprawę tożsamości" (ang. identity correction) poprzez udawanie decydentów i rzeczników prasowych istotnych organizacji. Tworzą i utrzymują fałszywe strony, podobne do tych, które chcą sparodiować, a potem przyjmują zaproszenia otrzymane przez nie, aby pojawić się na konferencjach, sympozjach i w programach telewizyjnych. Tym sposobem przedstawiają swój punkt widzenia na często dehumanizujące działania korporacji i agencji rządowych.
Ich główną metodą jest satyra: udając korporacyjnych lub rządowych reprezentantów, często wypowiadają się w sposób bardzo kontrowersyjny o pracownikach i konsumentach, następnie wskazując na brak szoku czy złości na ich dowcip, kiedy nikt nie zauważa, że "reakcyjna" retoryka była jedynie żartem. Ich metoda w takich wypadkach polega na swoistym "reductio ad absurdum", czyli na wyprowadzaniu konsekwentnych, a zarazem absurdalnych i oburzających wniosków z działań korporacji i rządów różnych państw. Stąd ich angielska nazwa: "yes-meni", "potakiwacze"; ich taktyką nie jest kontestacja, lecz paradoksalnie - "potakiwanie". Czasami jednak rzekomi przedstawiciele prasowi, podstawieni przez Yes Menów, wygłaszają oświadczenia będące spełnieniem marzeń ruchu alterglobalistycznego i przeciwników korporacyjnych przestępstw. Efektem były błędne relacje prasowe na temat rozwiązania Światowej Organizacji Handlu czy o korporacji Dow Chemical, płacącej za oczyszczenie po katastrofie Union Carbide.
Yes Meni podawali się za rzeczników Światowej Organizacji Handlu, McDonald'sa, Dow Chemical oraz ministerstwa Mieszkalnictwa i Rozwoju Miejskiego USA. Dwóch bardziej znanych Yes Menów znanych jest pod szeregiem pseudonimów, przykładowo w filmie z 2003, jako Andy Bichlbaum oraz Mike Bonanno. Ich rzeczywiste nazwiska to odpowiednio Jacques Servin i Igor Vamos. Vamos jest adiunktem w dziedzinie sztuk medialnych na Rensselaer Polytechnic Institute w Nowym Yorku. Jednak grupę Yes Menów tworzy wielu ludzi z całego globu.
Ich doświadczenia zostały udokumentowane w filmie The Yes Men, filmie dokumentalnym Info Wars oraz w książce The Yes Men: The True Story of the End of the World Trade Organization. W 2009 roku Yes Meni nakręcili film Yes-Meni naprawiają świat, który w Polsce miał swoją premierę 20 listopada 2009 roku i w 2014 roku film The Yes Men Are Revolting.

## Działalność
Jacques Servin i Igor Vamos prowadzą organizację Yes Lab, której celem jest pomoc innym organizacjom w realizacji inicjatyw społecznych oraz ActionSwitchboard.net, która pomaga indywidualnym aktywistom organizować podobne akcje.